# Неустроева, Галина Кирилловна
Гали́на Кири́лловна Неустро́ева (1934—2011) — кандидат филологических наук, доцент кафедры романской филологии СПбГУ, специалист по грамматике португальского языка.

## Биография
Г. К. Неустроева окончила испанское отделение филологического факультета ЛГУ в 1957 году. С 1964 года работала на кафедре романской филологии, преподавала испанский, а затем и португальский языки. В 1979 году защитила кандидатскую диссертацию по теме «Основные способы выделения имени и глагола в современном португальском языке (в сравнении с испанским)». В 1991 году была в числе первых советских слушателей летних курсов португальского языка и культуры в Университете Минью, организованных годом ранее по инициативе директора Института филологии и гуманитарных наук (порт. ILCH) профессора Ж. Азеведу Феррейра (порт. José de Azevedo Ferreira). Будучи в Португалии, установила тесные контакты с представителями академического сообщества Португалии, а в 1995 году стала одним из организаторов и руководителей Центра португальско-бразильских исследований в Санкт-Петербургском университете, одним из первых мероприятий которого стала конференция «Португалистика в Санкт-Петербурге».
Читала курс теоретической и практической грамматики португальского языка. Собранные ею материалы были опубликованы в 1997 году в книге «Теоретическая грамматика португальского языка».